# David Hundeyin
David Hundeyin   (Nigèria, 6 de maig de 1990) és un periodista d'investigació nigerià i fundador de West Africa Weekly, un butlletí de notícies de la plataforma en línia Substack. El 2020, després de participar en la protesta #EndSARS i de denunciar la responsabilitat del govern nigerià a la massacre de Lekki, va haver d'abandonar Nigèria després de patir amenaces de mort. Se li va concedir asil i l'estatus de refugiat polític a Ghana el 2022.

## Trajectòria
Hundeyin va estudiar inicialment comunicació a la Universitat d'Igbinedion abans d'anar a l'estranger per a estudiar escriptura creativa a la Universitat de Hull, on es va graduar el 2011. Després de treballar en diverses feines, entre elles a KPMG, va tornar a Nigèria el 2013. L'estil de reportatge de Hundeyin, de vegades de codi obert, li ha valgut diversos premis però també algunes crítiques. Chimamanda Ngozi Adichie l'ha qualificat de periodista «brillant».

### NewswireNGR
El 2020 va escriure un article per a NewswireNGR sobre la multinacional Globacom i les condicions laborals i el tracte dels seus treballadors expatriats indis. Després de la publicació del reportatge, els treballadors van rebre el sou que se'ls devia, i el primer ministre de l'Índia, Narendra Modi, va escriure a Hundeyin una carta d'agraïment pel seu esforç.
Hundeyin també va escriure un reportatge d'investigació sobre les possibles violacions dels drets humans derivades d'una proposta de llei de malalties infeccioses a la Cambra de Representants de Nigèria. El 2021 va escriure sobre la violació i la mort d'una dona de 26 anys. L'article i diverses piulades denunciaven que el sospitós utilitzava un hotel propietat de l'esposa del polític nigerià Godswill Akpabio. Akpabio va exigir una retractació a Hundeyin perquè creia que donava la impressió que la parella era còmplice del crim i va amenaçar-lo amb una demanda.

### West Africa Weekly
Hundeyin va rebre el 2021 una subvenció de Substack per a iniciar el butlletí de notícies, West Africa Weekly, que s'enviaria als subscriptors directament per correu electrònic.
El 2022 Hundeyin va publicar articles d'investigació sobre el candidat a la presidència nigeriana Bola Tinubu, la start-up tecnològica Flutterwave i les operacions de BBC World Service a l'Àfrica Occidental. Hundeyin era partidari de Peter Obi, que es va presentar contra Tinubu a les eleccions presidencials de 2023. L'abril de 2023, Hundeyin va publicar el passaport guineà de Tinubu a Twitter, que posava en dubte la seva elegibilitat per a convertir-se en president. El seu compte de Twitter es va bloquejar per infringir la política de Twitter sobre informació d'identificació personal.